# Stilbia anomalata
Stilbia anomalata là một loài bướm đêm trong họ Noctuidae.